# Grigore Arghiropol

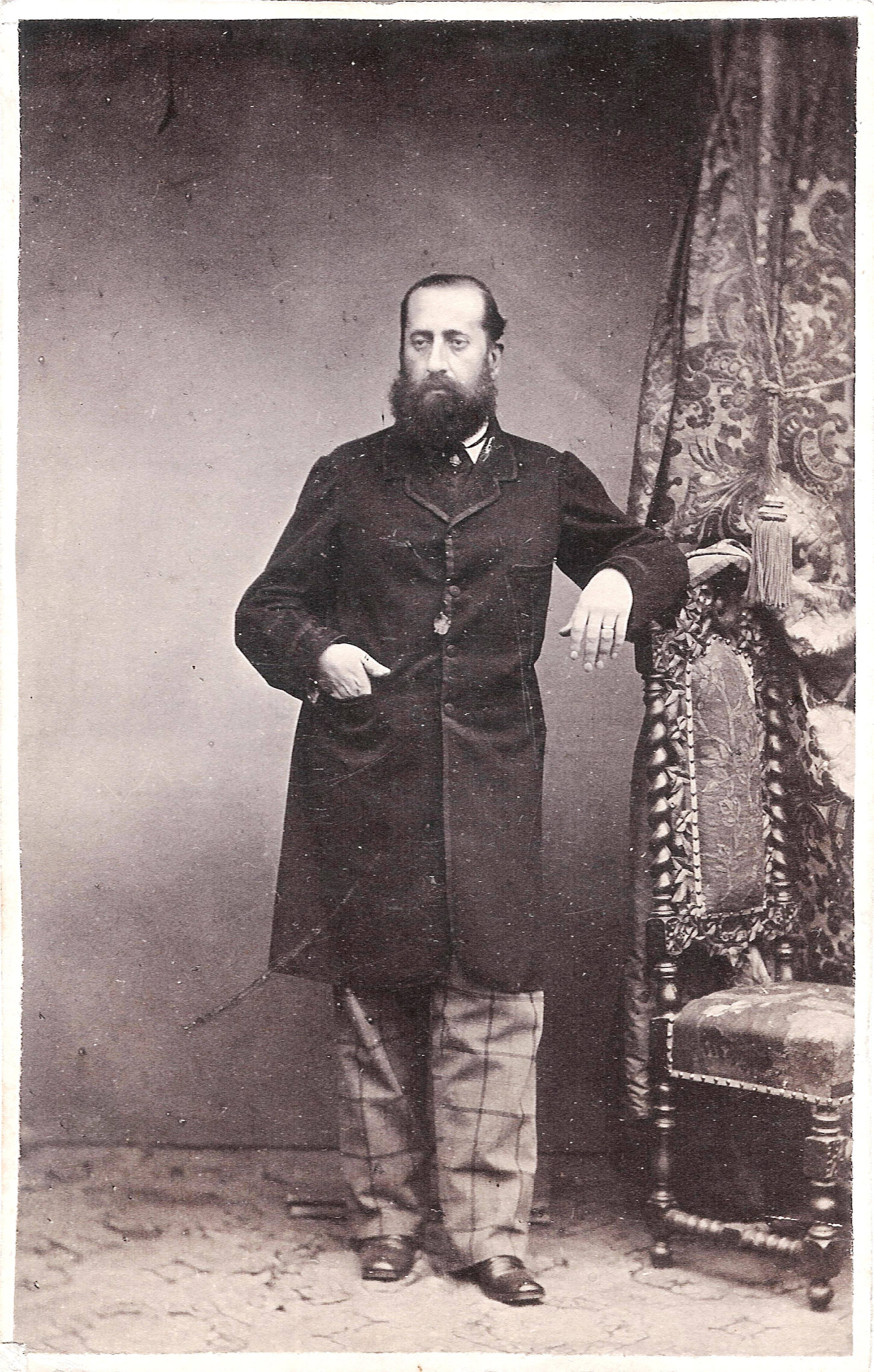
Grigore Arghiropol, um 1860

Grigore Arghiropol (* 1825 in Bukarest; † 2. September 1892 ebenda) war ein rumänischer Politiker.
Arghiropol bekleidete vom 1. bis zum 27. Oktober 1867 den Posten des rumänischen Finanzministers.